# Gran Premio Industria e Commercio di Prato 1960
Il Gran Premio Industria e Commercio di Prato 1960, quindicesima edizione della corsa, si svolse il 28 agosto 1960 su un percorso di 264,6 km, con partenza e arrivo a Prato. La vittoria fu appannaggio dell'italiano Alfredo Sabbadin, che completò il percorso in 6h59'26", alla media di 37,851 km/h, precedendo i connazionali Idrio Bui e Guido Carlesi.

## Ordine d'arrivo (Top 10)
| Pos. | Corridore          | Squadra        | Tempo    |
| ---- | ------------------ | -------------- | -------- |
| 1    | Alfredo Sabbadin   | Philco         | 6h59'26" |
| 2    | Idrio Bui          | Ghigi          | a 3'10"  |
| 3    | Guido Carlesi      | Philco         | a 3'20"  |
| 4    | Giuseppe Fallarini | Ignis          | a 4'31"  |
| 5    | Alessandro Fantini | Gazzola        | a 4'37"  |
| 6    | Ernesto Bono       | San Pellegrino | s.t.     |
| 7    | Rino Benedetti     | Ghigi          | s.t.     |
| 8    | Diego Ronchini     | Bianchi        | s.t.     |
| 9    | Gastone Nencini    | Carpano        | s.t.     |
| 10   | Emile Daems        | Philco         | s.t.     |